# Мери-Корбон
Мери́-Корбо́н (фр. Méry-Corbon) — коммуна во Франции, находится в регионе Нижняя Нормандия. Департамент коммуны — Кальвадос. Входит в состав кантона Мезидон-Канон. Округ коммуны — Лизьё.
Код INSEE коммуны — 14410.

## Население
Население коммуны на 2010 год составляло 961 человек.
| 1962 | 1968 | 1975 | 1982 | 1990 | 1999 | 2010 |
| ---- | ---- | ---- | ---- | ---- | ---- | ---- |
| 551  | 556  | 587  | 621  | 873  | 835  | 961  |

## Экономика
В 2010 году среди 650 человек трудоспособного возраста (15—64 лет) 498 были экономически активными, 152 — неактивными (показатель активности — 76,6 %, в 1999 году было 67,1 %). Из 498 активных жителей работали 448 человек (232 мужчины и 216 женщин), безработных было 50 (22 мужчины и 28 женщин). Среди 152 неактивных 40 человек были учениками или студентами, 66 — пенсионерами, 46 были неактивными по другим причинам.